# Landeus

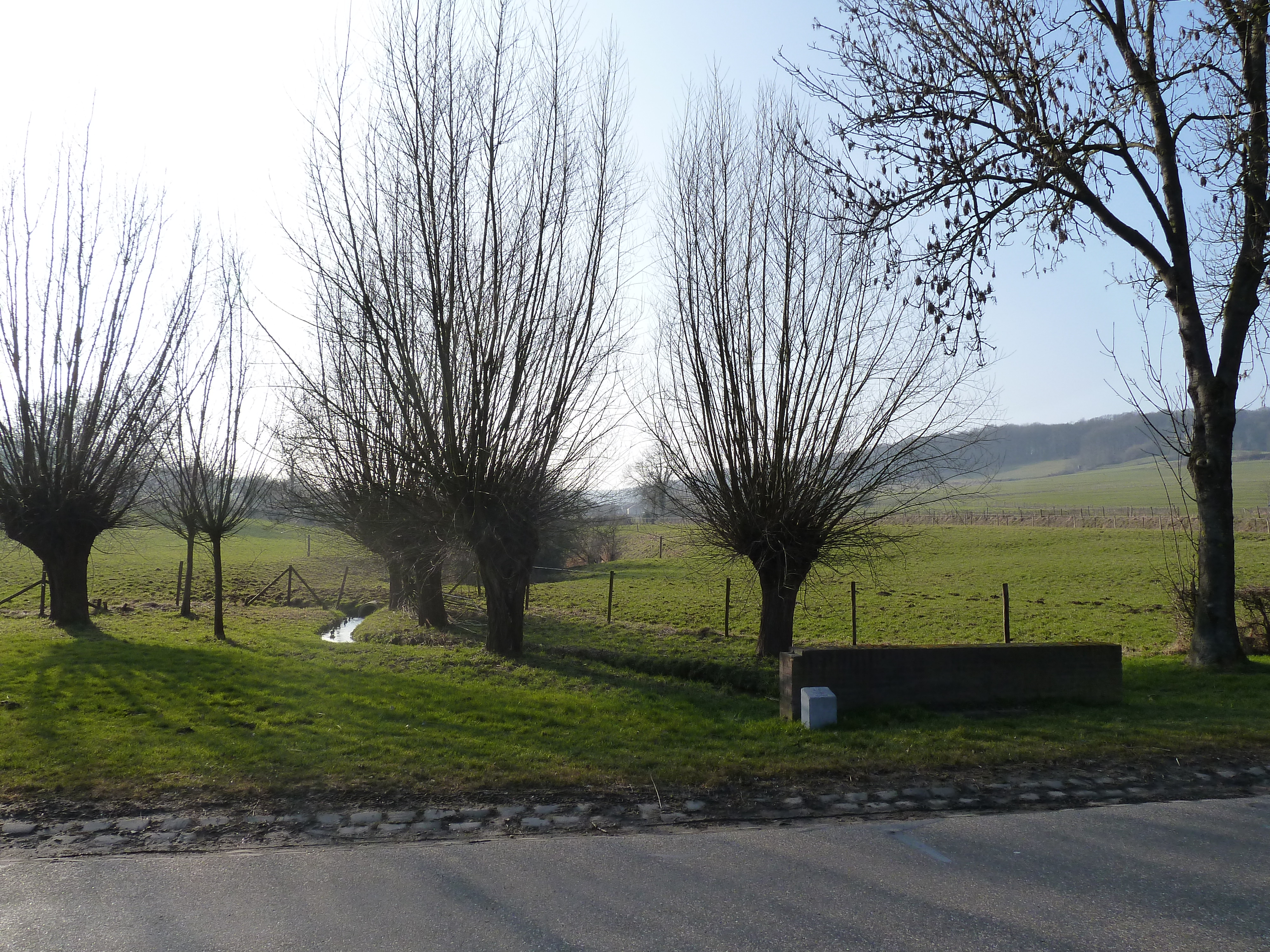
Stroomopwaarts gezien vanaf weg Mechelen-Epen

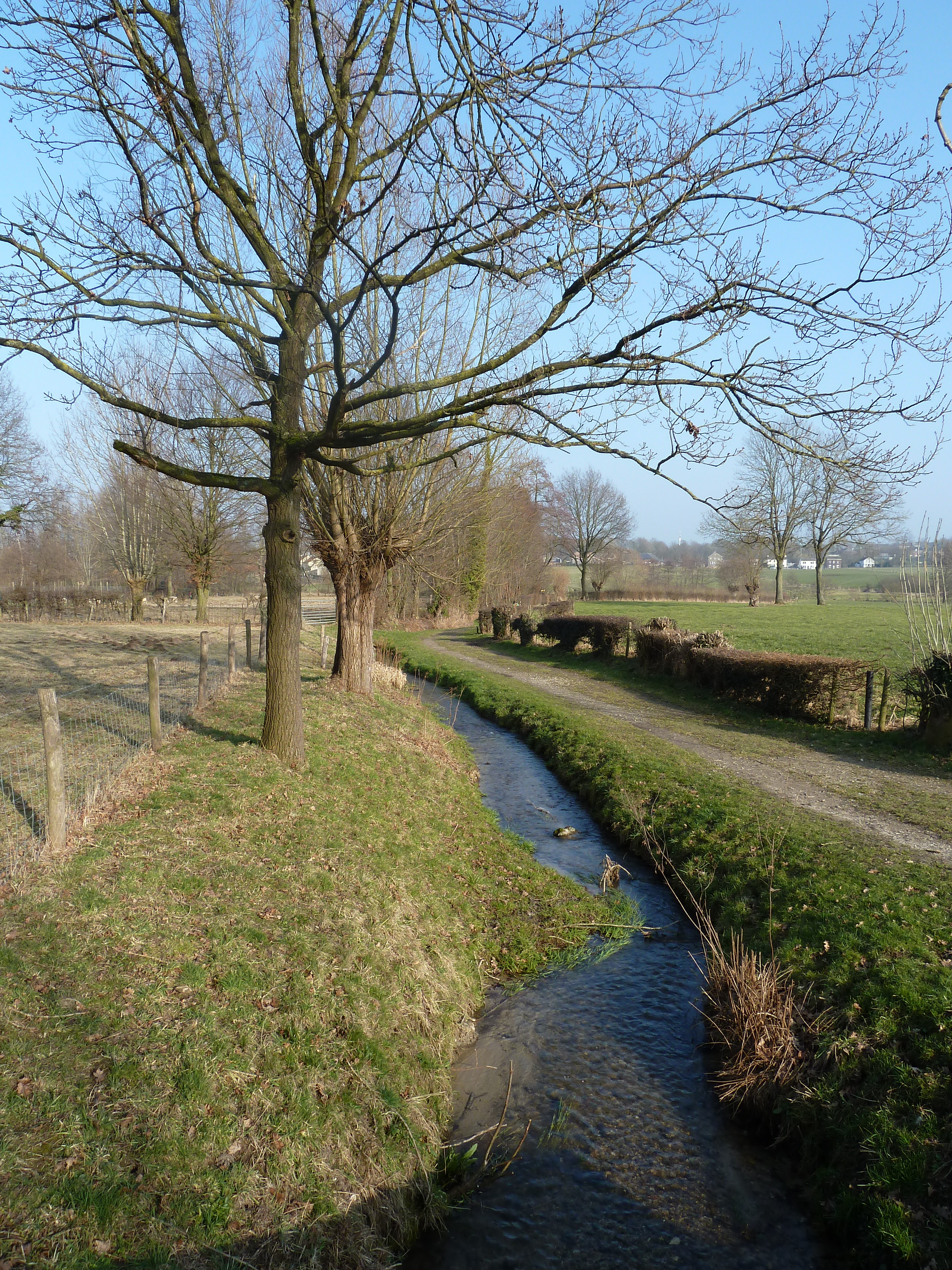
Stroomafwaarts gezien vanaf weg Mechelen-Epen

De Landeus is een beek in Nederlands Zuid-Limburg in de gemeente Gulpen-Wittem. Het is een zijbeek op de linkeroever (westoever) van de Geul ten zuiden van Mechelen. De bron van de Landeus ligt op de helling van het Plateau van Crapoel, bij buurtschap Dal, ten oosten van het Schweibergerbos. De Landeus heeft een zijtak die van hoger in het dalletje dat langs Bissen stroomt en in verschillende bronnen en wellen zijn oorsprong vindt. Deze zijtak wordt ook gevoed door het droogdal waarin De Molt en het Kruisbosch gelegen zijn.
Vlak voor de molentak van de Onderste Molen begint, mondt de Landeus tussen de Spetsensweidebeek en de Lombergbeek uit in de Geul.
Ten zuiden van de Landeus, van diens zijtak en het droogdal in het verlengde daarvan ligt de heuvelrug waarop Schweiberg en Höfke gelegen zijn.
Stroomafwaarts mondt de Mechelderbeek uit in de Geul, stroomopwaarts zijn dat de Theunisbron, Schaeberggrub, Nutbron en Klitserbeek.